# Deutsche Fußballmeisterschaft der B-Juniorinnen 2002/03
Die deutsche Fußballmeisterschaft der B-Juniorinnen 2003 war die vierte Auflage dieses Wettbewerbes. Meister wurde der 1. FFC Turbine Potsdam, der im Finale den FC Gütersloh 2000 mit 1:0 besiegte und somit als erster Verein zum zweiten Mal den wichtigsten Titel des Juniorinnenfußballs in Deutschland gewinnen konnte.

## Teilnehmende Mannschaften
Für die Endrunde qualifizierten sich die Sieger der fünf Meisterschaftswettbewerbe der Regionalverbände des Deutschen Fußball-Bundes sowie die Zweitplatzierten der Wettbewerbe des nordostdeutschen, des süddeutschen und des westdeutschen Regionalverbandes.
| Regionalverband Nord | Regionalverband Nordost                | Regionalverband Süd             | Regionalverband Südwest | Regionalverband West                      |
| - Hamburger SV       | - 1. FFC Turbine Potsdam - FF USV Jena | - SC Regensburg - Karlsruher SC | - TuS Oberwinter        | - FC Gütersloh 2000 - Sportfreunde Siegen |

## Spielergebnisse

### Gruppenspiele

#### Gruppe 1
| Pl. | Verein                 | Sp. | S | U | N | Tore    | Diff. | Punkte |
| --- | ---------------------- | --- | - | - | - | ------- | ----- | ------ |
| 1.  | 1. FFC Turbine Potsdam | 3   | 3 | 0 | 0 | 015:300 | +12   | 09     |
| 2.  | TuS Oberwinter         | 3   | 2 | 0 | 1 | 008:600 | +2    | 06     |
| 3.  | Karlsruher SC          | 3   | 0 | 1 | 2 | 004:800 | −4    | 01     |
| 4.  | Sportfreunde Siegen    | 3   | 0 | 1 | 2 | 001:110 | −10   | 01     |

|                                           |   |                        |           |
| 13. Juni 2003, Stadion des SC Baden-Baden |   |                        |           |
| 1. FFC Turbine Potsdam                    | – | TuS Oberwinter         | 3:1 (0:1) |
| Karlsruher SC                             | – | Sportfreunde Siegen    | 0:0       |
| 14. Juni 2003, Stadion des SV Kuppenheim  |   |                        |           |
| Karlsruher SC                             | – | 1. FFC Turbine Potsdam | 2:4 (1:2) |
| Sportfreunde Siegen                       | – | TuS Oberwinter         | 1:3 (0:1) |
| 15. Juni 2003, Stadion des TuS Hügelsheim |   |                        |           |
| TuS Oberwinter                            | – | Karlsruher SC          | 4:2 (1:2) |
| Sportfreunde Siegen                       | – | 1. FFC Turbine Potsdam | 0:8 (0:4) |

#### Gruppe 2
| Pl. | Verein            | Sp. | S | U | N | Tore    | Diff. | Punkte |
| --- | ----------------- | --- | - | - | - | ------- | ----- | ------ |
| 1.  | FC Gütersloh 2000 | 3   | 3 | 0 | 0 | 012:100 | +11   | 09     |
| 2.  | SC Regensburg     | 3   | 2 | 0 | 1 | 005:600 | −1    | 06     |
| 3.  | Hamburger SV      | 3   | 1 | 0 | 2 | 007:300 | +4    | 03     |
| 4.  | FF USV Jena       | 3   | 0 | 0 | 3 | 002:160 | −14   | 0      |

|                                        |   |                   |           |
| 13. Juni 2003, Sportschule Wedau       |   |                   |           |
| FF USV Jena                            | – | Hamburger SV      | 0:6 (0:1) |
| FC Gütersloh 2000                      | – | SC Regensburg     | 4:0 (2:0) |
| 14. Juni 2003, Anlage des ASC Ratingen |   |                   |           |
| FC Gütersloh 2000                      | – | FF USV Jena       | 6:0 (3:0) |
| SC Regensburg                          | – | Hamburger SV      | 1:0 (0:0) |
| 15. Juni 2003, Sportschule Wedau       |   |                   |           |
| Hamburger SV                           | – | FC Gütersloh 2000 | 1:2 (0:1) |
| SC Regensburg                          | – | FF USV Jena       | 4:2 (0:1) |

### Finale
| Datum         |                   | Ergebnis  |                        | Ort                           |
| ------------- | ----------------- | --------- | ---------------------- | ----------------------------- |
| 22. Juni 2003 | FC Gütersloh 2000 | 0:1 (0:0) | 1. FFC Turbine Potsdam | Heidewaldstadion in Gütersloh |